# Sarcophaga lushainensis
Sarcophaga lushainensis är en tvåvingeart som beskrevs av Nandi 1992. Sarcophaga lushainensis ingår i släktet Sarcophaga och familjen köttflugor. Inga underarter finns listade i Catalogue of Life.